# Robert McElroy
Robert Walter McElroy (San Francisco, 5 februari 1954) is een Amerikaans geestelijke en een kardinaal van de Rooms-Katholieke Kerk.
McElroy studeerde geschiedenis en behaalde een BA aan Harvard en een MA aan Stanford. Vervolgens studeerde hij theologie aan het Saint Patrick's seminarie in Menlo Park, waar hij in 1979 afstudeerde. Daarna studeerde hij aan de Pauselijke Universiteit Gregoriana in Rome, waar hij in 1986 een Ph.D. behaalde in theologie. In 1989 behaalde hij aan Stanford een Ph.D. in politieke wetenschappen.
Op 12 april 1980 werd McElroy priester gewijd. Vervolgens was hij werkzaam in pastorale functies, onder meer van 1995 tot 1997 als vicaris-generaal van het bisdom San Francisco.
Op 6 juli 2010 werd McElroy benoemd tot hulpbisschop van San Francisco en tot titulair bisschop van Gemellae in Byzacena; zijn bisschopswijding vond plaats op 7 september 2010. Op 3 maart 2015 volgde zijn benoeming als bisschop van San Diego. Zijn bisschopsleuze is Dignitatis Humanae (Menselijke waardigheid).
McElroy werd tijdens het consistorie van 27 augustus 2022 kardinaal gecreëerd. Hij kreeg de rang van kardinaal-priester. Zijn titelkerk werd de San Frumenzio ai Prati Fiscali.
Op 6 januari 2025 werd McElroy benoemd als aartsbisschop van Washington. Op 11 maart 2025 was zijn installatie als aartsbisschop in de basiliek van het Nationaal Heiligdom van de Onbevlekte Ontvangenis.